# Zuienkerke
Zuienkerke é um município na província belga de Flandres Ocidental. O município compreende as vilas de Houtave, Meetkerke, Nieuwmunster e a de Zuienkerke propriamente dita. Em Janeiro de 2006 o município de Zuienkerke tinha uma população de 2.776 habitantes. O município tem uma área total de 48.86 km² dando uma densidade populacional de 57 habitantes por km².

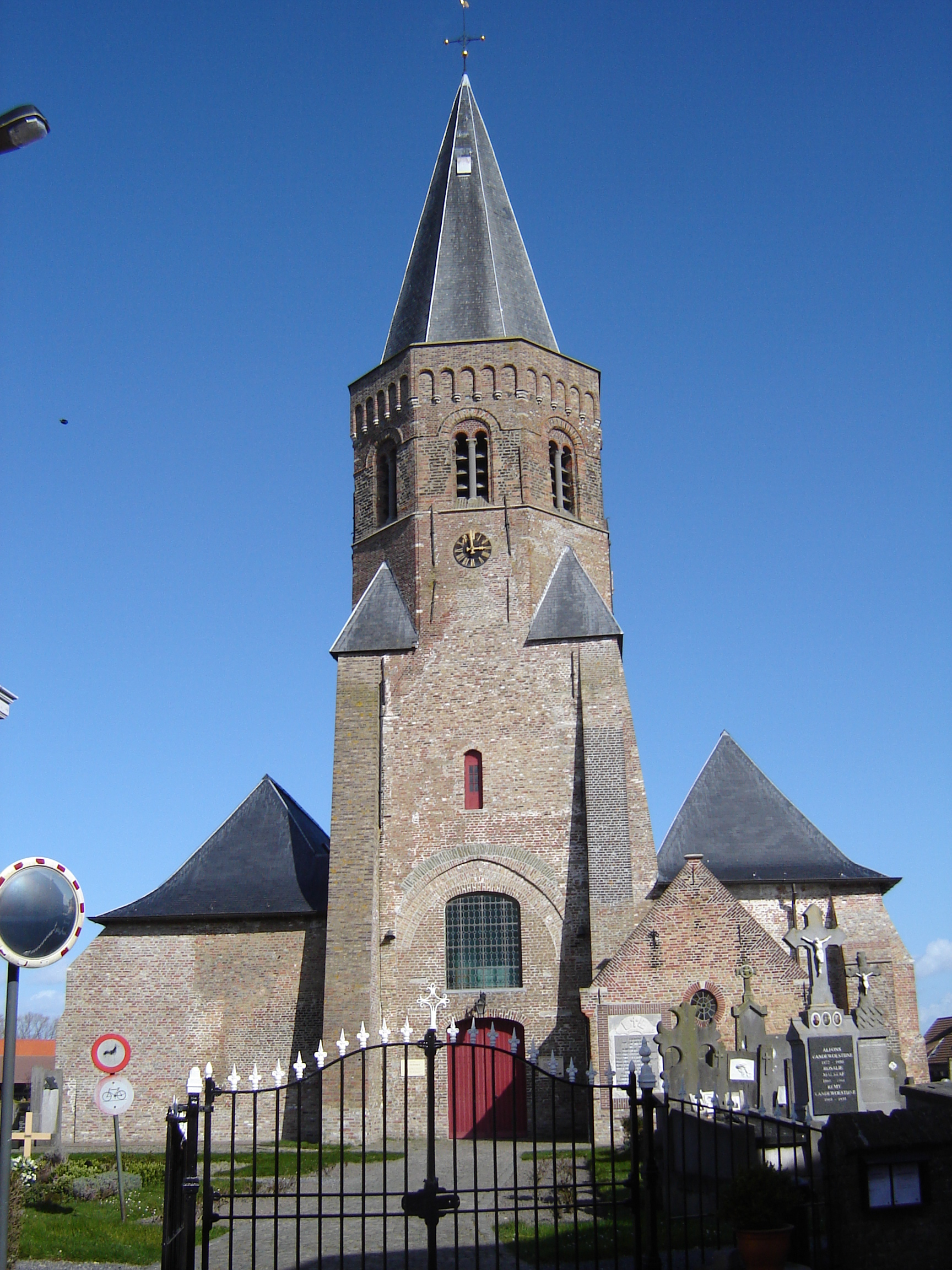
Igreja de São Miguel em Zuienkerke.

## Vilas
| #   | Nome         | Superfície (km²) | População (31 de dezembro de 2005) |
| --- | ------------ | ---------------- | ---------------------------------- |
| I   | Zuienkerke   | 15,89            | 1.478                              |
| II  | Houtave      | 16,32            | 411                                |
| III | Meetkerke    | 9,36             | 396                                |
| IX  | Nieuwmunster | 7,29             | 491                                |

Fonte: Página Zuienkerke http://www.zuienkerke.be 